# Llet amb cacau
La llet amb cacau és una beguda a base de llet en la qual es dissol cacau en pols. Tradicionalment, es beu calenta a molts països, tot i que en altres també es pot beure com a refresc, ben freda. És més o menys habitual a l'esmorzar al món occidental, com una alternativa al te i al cafè, especialment per als nens.
No s'ha de confondre amb la xocolata desfeta, molt més densa, amb menys proporció de llet i amb xocolata (no cacau en pols) o amb els batuts de xocolata.

## Història
Els arqueòlegs han trobat proves que el consum de xocolata als maies es remunta a l'any 500 aC, i s'especula que la xocolata és anterior fins i tot als maies. Per preparar la beguda de xocolata, que se servia freda, els maies molien les llavors de cacau fins que obtenien una pasta i la barrejaven amb aigua, farina de blat de moro, bitxos i altres ingredients. A continuació, abocaven la beguda d'una tassa a una olla fins que es formava una escuma espessa. La xocolata estava a l'abast de maies de totes les classes socials, encara que els rics la bevien en "grans atuells amb bec" que solien enterrar-se amb les elits. Una tomba maia del període Clàssic primerenc (460-480 dC) del jaciment de Rio Azul, Guatemala, tenia atuells amb el glif maia del cacau i restes d'una beguda de xocolata.
Com que el sucre encara no havia arribat a Amèrica, es deia que el xocōlātl era un gust adquirit. Es deia que el que els espanyols anomenaven llavors xocōlātl era una beguda consistent en una base de xocolata aromatitzada amb vainilla i altres espècies que se servia freda. La beguda tenia un sabor picant i amarg, a diferència de la xocolata calenta endolcida moderna. Sobre quan es va servir el xocōlātl calent per primera vegada, les fonts discrepen sobre quan i qui ho va fer. Tot i això, José de Acosta, un missioner jesuïta espanyol que va viure al Perú i després a Mèxic a finals del segle xvi, va descriure el xocōlātl com:
| «                  | Repugnant pels que no la coneixen, per tenir una escuma de sabor molt desagradable. Tot i això, és una beguda molt estimada entre els indis, amb la qual agafen els nobles que passen pel seu país. Els espanyols, tant homes com dones, que estan acostumats al país, són molt avariciosos amb aquesta Xocolata. Diuen que en fan diverses classes, unes calentes, altres fredes, i altres temperades, i li posen molt d'aquell "xile"; sí, en fan pasta, la qual diuen que és bona per a l'estómac i contra el refredat | » |
| — José de Acosta , | |   |

A Mesoamèrica s'elaboraven moltes begudes a partir de grans de cacau, als quals s'afegien flors com la vainilla per donar-los més sabor. Els asteques, o mexiques, exigien als pobles conquerits que els proporcionessin xocolata. Tasses, carabasses, grans de cacau i altres coses que adquirien s'enumeren al Còdex Mendoza. El cacau es va utilitzar com a moneda de canvi a tota Mesoamèrica. Els asteques utilitzaven la xocolata per demostrar un estatus elevat: era un mal presagi que algú baix o vulgar begués xocolata. El primer contacte registrat dels europeus amb la xocolata no es va produir fins al 1502, en el quart viatge de Colom.

### Adaptació a Europa
Després de derrotar els guerrers de Moctezuma i exigir als nobles asteques que li lliuressin els seus objectes de valor, Cortés va tornar a Espanya el 1528, portant amb si grans de cacau i equips per a l'elaboració de begudes de xocolata. En aquella època, la xocolata només existia en la beguda amarga inventada pels maies; la xocolata calenta dolça i la xocolata de barra encara no s'havien inventat. Després de la seva introducció a Europa, la beguda va anar guanyant popularitat a poc a poc. La cort imperial de l'emperador Carles V aviat va adoptar la beguda, i el que llavors només es coneixia com a "xocolata" es va convertir en una beguda de moda popular entre la classe alta espanyola. A més, el cacau es lliurava com a dot quan els membres de la família reial espanyola es casaven amb altres aristòcrates europeus. En aquella època, la xocolata era molt cara a Europa perquè els grans de cacau només creixien a Sud-amèrica.
Aleshores es va inventar la xocolata calenta de sabor dolç, que es va convertir en un article de luxe entre la noblesa europea al [[segle XVII|segle xvii]]. Fins i tot, quan la primera Casa de Xocolata (un establiment similar a una cafeteria moderna) va obrir en 1657, la xocolata seguia sent molt cara, costant de 50 a 75 penics (aproximadament 10-15 xílings) la lliura (aproximadament €50-70 el 2016). En aquella època, la xocolata calenta es barrejava sovint amb espècies per donar-li sabor; una recepta notable era la xocolata calenta "infusionada amb flors fresques de gessamí, ambre, mesc, vainilla i ambre gris". A finals del segle xvii, Sir Hans Sloane, president del Royal College of Physicians, va visitar Jamaica, on va conèixer el cacau. Li va semblar "nauseabund", però barrejant-ho amb llet ho va fer més desitjable. Quan Sloane va tornar a Anglaterra, va portar amb si la recepta, introduint la xocolata amb llet a Anglaterra. El caràcter aristocràtic de la beguda va fer que el 1797 es parlés de la xocolata com “la beguda dels déus”.
Els espanyols van començar a utilitzar xicres de porcellana en lloc de les carabasses buides que feien servir els nadius i després van seguir retocant les receptes amb espècies com la canyella, el pebre negre, l'anís i el sèsam. Moltes d'aquestes coses es van fer servir per intentar recrear el sabor de les flors natives que no podien adquirir fàcilment. El pebre negre es va utilitzar per substituir els chiles i el mecaxochitl, la canyella es va utilitzar en lloc de les orejuelas, el sucre va substituir la mel.
En 1828, Coenraad Johannes van Houten va desenvolupar la primera màquina de producció de cacau en pols dels Països Baixos. La premsa separava la mantega de cacau greixosa de les llavors de cacau, deixant una pols de xocolata més pura, més fàcil de barrejar amb llet i aigua. Com a resultat, es va fer un altre descobriment molt important: la xocolata sòlida. Utilitzant cacau en pols i petites quantitats de mantega de cacau, va ser possible fabricar rajoles de xocolata. El terme xocolata va passar a significar xocolata sòlida en lloc de xocolata calenta, i la primera rajola de xocolata es va crear el 1847.
Segons la tradició, la versió italiana cioccolata calda va néixer a Torí cap al 1560. Per celebrar que la capital del Ducat de Savoia es traslladava de Chambèri a Torí, Emmanuel Philibert, duc de Savoia, va demanar una nova beguda, i així es va crear aquesta versió més espessa i cremosa.

## Salut
Des dels segles XVI fins al XIX, la xocolata calenta era valorada com a medicina i també com a beguda.
L'explorador Francisco Hernández va escriure que les begudes de xocolata ajudaven a tractar la febre i les malalties del fetge. Un altre explorador, Santiago de Valverde Turices, creia que grans quantitats de xocolata calenta eren útils per tractar les malalties del pit i que quantitats més petites podrien ajudar els trastorns estomacals. Quan la xocolata va arribar a la cuina francesa al segle xvii, es va utilitzar "per lluitar contra els atacs d'ira i el mal humor", el que es pot relacionar amb el contingut de fenetilamina de la xocolata.

### Beneficis

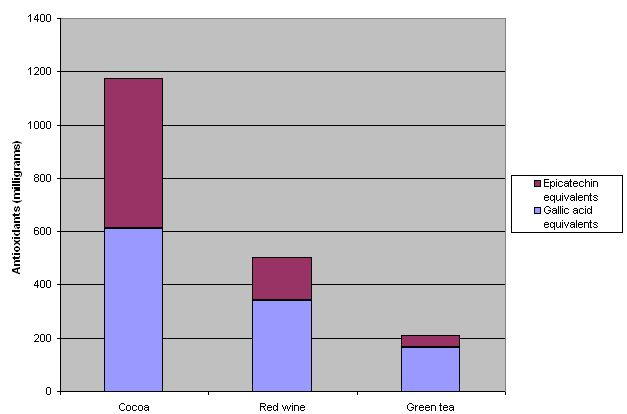
Gràfic que mostra les quantitats d'antioxidants que contenen el cacau, el vi negre i el te verd.

Les investigacions han demostrat que el consum de xocolata calenta pot ser positiu per a la salut. Un estudi realitzat per la Universitat Cornell ha demostrat que la xocolata calenta conté més antioxidants que el vi i el te, reduint per tant el risc de patir malalties del cor. En una sola porció de cacau, els investigadors van trobar 611 mil·ligrams d'equivalents d'àcid gàl·lic (GAE) i 564 mil·ligrams d'equivalents d' epicatequina (ECE), en comparació amb 340 mil·ligrams de GAE i 163 mil·ligrams d'ECE en vi negre, i 165 mil·ligrams de GAE i 47 mil·ligrams d'ECE en el te verd. Chang Yong Lee, el professor i investigador de Cornell que va realitzar l'estudi, va revelar que s'alliberen quantitats més grans d'antioxidants quan s'escalfa la beguda.
Els flavonoides que es troben en el cacau que forma la xocolata calenta també tenen un efecte positiu en la salut arterial. Un estudi particular realitzat pels Instituts Nacionals de Salut, parcialment recolzat per la companyia Mars Chocolate, va mostrar una clara millora en el flux sanguini després de beure una beguda de cacau rica en flavonoides. A l'estudi, 27 persones d'entre 18 i 72 anys van beure una beguda de cacau que contenia 900 mil·ligrams de flavonides cada dia, cosa que va provocar una millora del flux sanguini i la funció de les cèl·lules endotelials que recobreixen els vasos sanguinis.
En estudis posteriors realitzats pel Dr. Norman K. Hollenberg, professor de medicina al Brigham and Women's Hospital i a la Harvard Medical School, van constatar que els flavonoides també poden ajudar a dilatar els vasos i evitar que les plaquetes s'agrupin a les parets dels vasos sanguinis. Els flavonoides que es troben a la xocolata calenta són beneficiosos per a la salut principalment perquè protegeixen les parets dels vasos sanguinis del dany dels radicals lliures.  També es creu que els flavonoides ajuden a reduir l'acumulació de plaquetes en sang i poden equilibrar els nivells de compostos anomenats eicosanoides, que poden ser beneficiosos per a la salut cardiovascular.

### Riscos
Els riscos varien segons els tipus de llet amb cacau. Es poden atribuir diversos efectes negatius al consum de xocolata calenta, majoritàriament per les grans quantitats de sucre que contenen algunes de les receptes de la llet amb cacau.